# Abidan (postać biblijna)
Abidan (z hebr. mój ojciec jest sędzią) – postać biblijna ze Starego Testamentu, syn Geodiniego.
Był głową rodu Beniamina w czasie wędrówki do Ziemi Obiecanej. Był także nazywany "księciem Beniaminitów". Podczas święta z okazji poświęcenia przybytku i ołtarza, dziewiątego dnia, złożył hojną ofiarę. Razem w Mojżeszem, Aaronem i innymi głowami rodów przeprowadził spis wszystkich Izraelitów zdolnych do walki. 